# ヴェールルージュ美容専門学校
ヴェールルージュ美容専門学校（ヴェールルージュびようせんもんがっこう）は、学校法人青丹学園が運営する大阪市中央区にある専修学校
美容師国家資格取得を目的にしたカリキュラムに加え、カット・カラー・ヘアメイク・ブライダルなど、現役のアーティストから直接学べる授業を豊富に揃えた、プロ志向の美容専門学校。2011年度（平成23年度）からは、将来的に独立･開業を目指す学生に対応したマスターコースを開設。技術はもとより経営やマーケティングなどの授業も充実させ、美容業界をリードする人材育成に力をいれる。授業ではトータルビューティーを学び、プロの現場体験や即戦力が身につく未来体験プログラムを実施している。
就職先は美容師をはじめ、ブライダルスタイリスト、メイクアップアーティスト、ネイリスト、アイリストなど大阪だけにはとどまらず、東京、ロンドンでも活躍できる。

## 沿革
- 2003年 開校
- 2010年 校舎を移転
- 2011年 マスターコース開設
- 2012年 INAC神戸レオネッサ公式スポンサー
- 2013年 開校10周年

## 学科
- 美容学科（募集定員 240名）　※1年次にトータルビューティーを学び、2年次からコース選択。
  - カットデザインコース
  - カラーデザインコース
  - ヘアメイクコース
  - ブライダルスタイリストコース
  - マスターコース

## 資格
取得可能な資格
- 美容師国家試験受験資格
- JNECネイリスト技能検定試験2・3級
- JNAジェルネイル技能検定試験初級
- JMAメイクアップ技術検定2・3・4級
- プロアイリスト検定2・3級
- JEAアイブロウィスト検定2・3級
- JAAアロマコーディネーター
- 色彩検定2・3級
- J-color色彩活用パーソナルカラー検定2・3級
- サービス接遇検定3級
- ヘアケアマイスタープライマリーコース

## 交通
- 地下鉄御堂筋線・長堀鶴見緑地線 「心斎橋駅」 2番出口地上へ。長堀通りを東へ徒歩約3分。
- 地下鉄長堀鶴見緑地線・堺筋線 「長堀橋駅 」1番出口から北へ。最初の信号から西へ徒歩約3分。
- 地下鉄「なんば駅」、南海「難波駅」、近鉄・阪神 「大阪難波駅」、「JR難波駅」 14番出口から北東へ徒歩約15分。

## 関連校
- 関西学研医療福祉学院